# Wilhelm, Duce de Nassau
Wilhelm, Duce de Nassau, Prinț de Nassau-Weilburg (Georg Wilhelm August Heinrich Belgicus zu Nassau-Weilburg/zu Nassau), (n. 14 iunie 1792, Kirchheimbolanden, Renania-Palatinat, Germania – d. 20 august 1839, Bad Kissingen, Regatul Bavariei, Germania) a fost tatăl lui Adolphe, Mare Duce de Luxemburg și bunicul matern al reginei Elisabeta a României.

## Biografie
Wilhelm a fost fiul cel mare al lui Frederic Wilhelm, Prinț de Nassau-Weilburg și al Louise Isabelle de Kirchberg. La 9 ianuarie 1816 i-a succedat tatălui său ca Prinț de Nassau-Weilburg și a devenit co-Duce de Nassau alături de vărului său, Frederic Augustus. La 12 martie 1816, când vărul său a murit, Wilhelm a moștenit teritoriile și a devenit singurul conducător al ducatului Nassau.

### Căsătorii și copii
La 24 iunie 1814, la Weilburg, Wilhelm s-a căsătorit cu prima lui soție, Prințesa Louise de Saxa-Hildburghausen. Ea era fiica lui Frederic, Duce de Saxa-Altenburg și a soției acestuia, Ducesa Charlotte Georgine de Mecklenburg-Strelitz. Wilhelm și Louise au avut opt copii:
- Auguste Luise Friederike Maximiliane Wilhelmine de Nassau (12 aprilie 1814 - 3 octombrie 1814).
- Therese Wilhelmine Friederike Isabelle Charlotte de Nassau (17 aprilie 1815 - 8 decembrie 1871). S-a căsătorit la 23 aprilie 1837 cu Ducele Peter de Oldenburg. Nepotul lor a fost generalul țarist Marele Duce Nicolai Nicolaevici Cel Tânăr.
- Adolphe, Mare Duce de Luxemburg (24 iulie 1817 – 17 noiembrie 1905). Actuala Mare Ducală famile de Luxemburg provine din descendenții lui.
- Wilhelm Karl Heinrich Friedrich de Nassau (8 septembrie 1819 - 22 aprilie 1823).
- Moritz Wilhelm August Karl Heinrich de Nassau (21 noiembrie 1820 - 23 martie 1850), necăsătorit, fără copii.
- Marie Wilhelmine Luise Friederike Henriette de Nassau (5 aprilie 1822 - 3 aprilie 1824).
- Wilhelm Karl August Friedrich de Nassau (12 august 1823 - 28 decembrie 1828).
- Marie Wilhelmine Friederike Elisabeth de Nassau (29 ianuarie 1825 - 24 martie 1902), căsătorită la 20 iunie 1842 cu Hermann, Prinț de Wied (1814-1864).[1] Fiica lor, Elisabeta, s-a căsătorit cu regele Carol I al României.

Mariajul a fost unul nefericit. Wilhelm a fost autocratic nu numai în politică ci și în cercul familiei și și-a agresat soția și copiii. Louise a murit în 1825 la scurtă vreme după nașterea fiicei ei, Marie. 
Wilhelm s-a recăsătorit cu nepoata primei soții, Prințesa Pauline de Württemberg (1810–1856). Pauline a fost fiica Prințului Paul de Württemberg și a Prințesei Charlotte de Saxa-Hildburghausen. Wilhelm și Pauline au avut patru copii:
- O fiică nebotezată (Biebrich, 27 aprilie 1830 - Biebrich, 28 aprilie 1830).
- Helene Wilhelmine Henriette Pauline Marianne de Nassau (Wiesbaden, 12 aprilie 1831 - Bad Pyrmont, 27 octombrie 1888), căsătorită la Wiesbaden la 26 septembrie 1853 cu George Victor, Prinț de Waldeck și Pyrmont; a avut copii
- Nikolaus Wilhelm de Nassau (20 septembrie 1832 – 17 septembrie 1905). Căsătorit morganatic cu Natalia Alexandrovna Pușkina, contesă de Merenberg. Ea era fiica poetului Alexandru Pușkin și a soției acestuia, Natalia Goncearova; a avut copii.
- Sophia Wilhelmine Marianne Henriette de Nassau (9 iulie 1836 – 30 decembrie 1913). Căsătorită cu regele Oscar al II-lea al Suediei. Actualele familii regale belgiene, daneze, norvegiene și suedeze descind din această căsătorie.